# Marian Grudzień

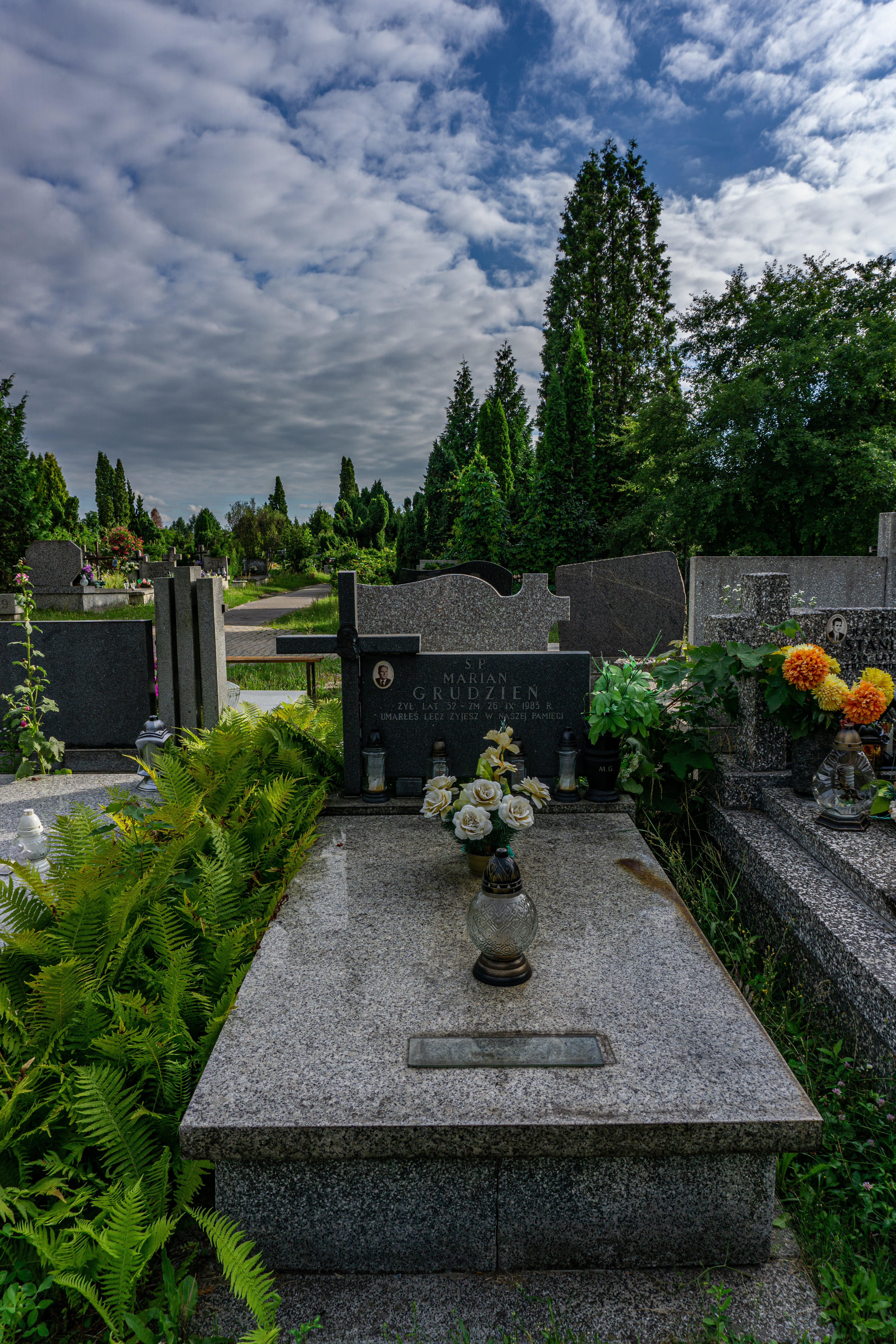
Grób Mariana Grudnia na cmentarzu Komunalnym Północnym w Warszawie

Marian Grudzień (ur. 21 września 1931 w Grzymałowie, zm. 26 września 1983 w Warszawie) – polski ślusarz narzędziowy i polityk, poseł na Sejm PRL VIII kadencji.

## Życiorys
Z zawodu ślusarz narzędziowy, uzyskał wykształcenie średnie zawodowe. Od 1947 pracował w Centralnych Warsztatach Naprawczych Sprzętu Budowlanego w Warszawie, a od 1956 w Fabryce Aparatury Rentgenowskiej i Urządzeń Medycznych „Farum”, gdzie pełnił funkcję mistrza. Wstąpił w 1974 do Polskiej Zjednoczonej Partii Robotniczej. Był pracownikiem Komitetu Wojewódzkiego PZPR oraz radnym Rady Narodowej miasta stołecznego Warszawy. 11 lutego 1981 uzyskał mandat posła na Sejm PRL VIII kadencji z okręgu Warszawa-Praga Północ, zastępując Piotra Jaroszewicza. Zasiadał w Komisji Zdrowia i Kultury Fizycznej. Zmarł w trakcie kadencji, został pochowany na cmentarzu Komunalnym Północnym w Warszawie.

## Odznaczenia
- Krzyż Kawalerski Orderu Odrodzenia Polski
- Srebrny Krzyż Zasługi
- Medal 30-lecia Polski Ludowej
- Złota Odznaka honorowa „Za Zasługi dla Warszawy”